# Tahereh Mafi
Tahereh Mafi (9 de novembro de 1988) é autora best-seller do New York Times e USA Today. Escreveu a série de livros Estilhaça-me, que foi publicada em 22 países e só no Brasil vendeu mais de 150 mil exemplares.

## Vida pessoal
Tahereh nasceu em uma pequena cidade de Connecticut e é a filha mais nova da família de quatro irmãos mais velhos. Seus pais são imigrantes do Irã.
Ela se formou na universidade de Irvine, Califórnia. Mais tarde, ela se formou pela Universidade Soka em Aliso Viejo, Califórnia. Tahareh é fluente em oito línguas diferentes; estudou em Barcelona, Espanha um semestre na faculdade. Foi esta viagem onde teve a oportunidade de mergulhar na língua espanhola.
Atualmente Tahareh reside em Santa Monica, Califórnia, onde continua escrevendo. Casou-se também com um escritor, Ransom Riggs.

### Carreira
Estilhaça-me foi o seu primeiro romance, publicado em 15 de novembro de 2011, publicado no Brasil pela editora Novo Conceito. A sequência, Liberta-me, foi publicada em fevereiro de 2013, nos Estados Unidos e Incendeia-me foi lançado no ano seguinte, em fevereiro de 2014. Tahareh também escreveu dois e-books lançados junto à série Estilhaça-me, chamados Destrua-me e Fragmenta-me.
Os direitos de filme de Estilhaça-me foram comprados pela 20th Century Fox (projeto inconcluso).

## Obras

### Série Estilhaça-me
- Shatter Me (2011) Estilhaça-me (2012) Intocável (Topseller, 2019)
- Unravel Me (2013) Liberta-me (2013) Inquebrável (Topseller, 2022)
- Ignite Me (2014) Incendeia-me (2014)
- Restore Me (2018) Restaura-me (2018)
- Defy Me (2019) Desafia-me (2019)
- Imagine Me (2020) Imagina-me (2021)

#### Novelas da série
- Destroy Me (2012) Destrua-me (2015)
- Fracture Me (2013) Fragmenta-me (2021)
- Shadow Me (2019) Proteja-me (2021)
- Reveal Me (2019) Revela-me (2021)
- Believe Me (2021)

#### Compilações da série
- Unite Me (2014) (Compilação de Destroy Me and Fracture Me) Unifica-me (Universo dos Livros, 2021)
- Find Me (2019) (Compilação de Shadow Me e Reveal Me) Decifra-me (Universo dos Livros, 2021)

### Série Além da magia
- Furthermore (2016) Além da magia (Universo dos Livros, 2017)
- Whichwood (2017) A Magia do Inverno (Universo dos Livros, 2018)

### Livros isolados
- A Very Large Expanse of Sea (2018) Oceano Entre Nós (Universo dos Livros, 2021)
- An Emotion of Great Delight (2021) Intensa (Universo dos Livros, 2021)

### Série Um Reino de Intrigas
- This Woven Kingdom (2022) Um Reino de Intrigas (Topseller, 2023)
- These Infinite Threads (2023)
- All This Twisted Glory (2024)